# Abel Kirui
Abel Kirui (Bomet, 4 juni 1982) is een Keniaanse langeafstandsloper. De marathon is het onderdeel van de atletiek, waarop hij zich met name heeft gemanifesteerd. Hij werd tweemaal wereldkampioen in deze discipline. Hij nam eenmaal deel aan de Olympische Spelen en won bij die gelegenheid een zilveren medaille. Kirui maakte deel uit van het NN Running Team. In 2025 kondigde hij het einde van zijn loopcarrière aan en is nu adjunct-directeur bij de politie in de begeleiding van sporters.

## Loopbaan
Kirui werd tweede op de marathon van Berlijn in 2007 in 2:06.51 (sindsdien zijn persoonlijk record) achter Haile Gebrselassie, die eerste werd in een nieuw wereldrecord. Eerder dat jaar was hij in 2:10.41 derde geworden op de marathon van Wenen achter Luke Kibet (2:10.07) en James Mwangi (2:10.27).
Bij de volgende editie van deze wedstrijd op 27 april 2008 kwam Abel Kirui gezien zijn beste tijd als topfavoriet aan de start en hij maakte deze rol helemaal waar. De Keniaan liep de jubilerende marathon in een tijd van 2:07.38. Hiermee verbeterde de 25-jarige langeafstandsloper de twee jaar oude toptijd van de Marokkaan Lahoucine Mrikik met 42 seconden. De overige ereplaatsen werden eveneens bezet door Keniaanse atleten, met Duncan Kibet op de tweede en Paul Biwott op de derde plaats.
Op 4 september 2011 werd hij opnieuw wereldkampioen marathon.
In Nederland is Abel Kirui geen onbekende. Zo verbeterde hij op 9 september 2007 zijn persoonlijk record op de halve marathon van Rotterdam naar 1:00.11 en behaalde hiermee een zesde plaats.
In 2012 won hij op 30-jarige leeftijd bij de Olympische Spelen van Londen een zilveren medaille. Hij finishte in 2:08.27 op een kleine halve minuut achter de winnaar Stephen Kiprotich uit Oeganda.
In 2016 won hij de Chicago Marathon.

## Titels
- Wereldkampioen marathon - 2009, 2011

## Persoonlijke records
Baan
| Onderdeel | Prestatie | Datum        | Plaats   |
| --------- | --------- | ------------ | -------- |
| 3000 m    | 7.55,90   | 18 juni 2006 | Warschau |
| 10.000 m  | 28.16,86  | 28 juni 2008 | Nairobi  |
| 25.000 m  | 1:13.52,8 | 3 juni 2011  | Eugene   |
| 30.000 m  | 1:30.00,1 | 3 juni 2011  | Eugene   |

Weg
| Onderdeel      | Prestatie | Datum            | Plaats         |
| -------------- | --------- | ---------------- | -------------- |
| 10 km          | 27.59     | 20 februari 2009 | Ras al-Khaimah |
| 15 km          | 42.22     | 9 september 2007 | Rotterdam      |
| 20 km          | 57.18     | 26 februari 2012 | Barcelona      |
| halve marathon | 1:00.11   | 9 september 2007 | Rotterdam      |
| 25 km          | 1:14.08   | 5 april 2009     | Rotterdam      |
| 30 km          | 1:28.04   | 22 april 2012    | Londen         |
| marathon       | 2:05.04   | 5 april 2009     | Rotterdam      |

## Palmares

### 30.000 m
Diamond League-podiumplekken
- 2011:  Prefontaine Classic - 1:30.00,1

### 3000 m
- 2005:  Janusz Kusocinski Memorial in Warschau - 7.58,53
- 2005:  J Sidlo Memorial in Sopot - 8.08,75
- 2006: 5e Kusocinski Memorial in Warschau - 7.55,90
- 2006:  Zylewicz Memorial in Gdansk - 7.58,86

### 5000 m
- 2005:  Athletics Kenya Meeting in Kisumu - 13.53
- 2005:  Memorial A. Szyma & A. Ociepa PZLA GP in Czestochowa - 13.52,71
- 2006:  Golden Czech Trophy in Marianske Lazne - 13.59,07

### 10.000 m
- 2005:  W Komar & T Slusarski Memorial in Miedzyzdroje - 28.30,15

### 10 km
- 2005:  United Europe Race in Gniezno - 29.04
- 2005:  Bieg im Tomasza Hopfera in Janowiec Wielkopolski - 29.32
- 2005:  Mysliborska Dziesiatka in Mysliborz - 30.20,8
- 2005:  Bieg Fiata in Bielsko Biala - 29.36

### 15 km
- 2011: 8e Montferland Run - 44.08

### 10 Eng. mijl
- 2011:  Great South Run - 46.40
- 2016: 5e Tilburg Ten Miles - 46.44

### halve marathon
- 2006:  halve marathon van Paderborn - 1:01.36
- 2006:  halve marathon van Radzymin - 1:04.15
- 2006: 6e halve marathon van Berlijn - 1:01.15
- 2007:  halve marathon van Paderborn - 1:01.32
- 2007:  halve marathon van Ossow - 1:04.57
- 2007: 6e halve marathon van Rotterdam - 1:00.11
- 2009: 10e halve marathon van Ras al-Khaimah - 1:00.27
- 2012:  halve marathon van Barcelona - 1:00.28
- 2014: 11e halve marathon van Egmond - 1:05.38
- 2015: 6e halve marathon van Barcelona - 1:01.22
- 2015:  halve marathon van Halifax - 1:04.04
- 2017: 4e halve marathon van Barcelona - 1:01.30

### marathon
- 2006: 9e marathon van Berlijn - 2:17.47
- 2006:  marathon van Singapore - 2:15.22
- 2007:  marathon van Wenen - 2:10.41
- 2007:  marathon van Berlijn - 2:06.51
- 2008:  marathon van Wenen - 2:07.38
- 2009:  marathon van Rotterdam - 2:05.04
- 2009:  WK – 2:06.54
- 2010: 5e Londen Marathon - 2:06.54
- 2010: 9e New York City Marathon - 2:13.01
- 2011:  WK - 2:07.38
- 2012: 6e marathon van Londen - 2:07.56
- 2012:  OS - 2:08.27
- 2014: 10e marathon van Tokio - 2:09.04
- 2014: 6e marathon van Amsterdam - 2:09.45
- 2015: 10e marathon van Amsterdam - 2:10.55
- 2016: 5e marathon van Tokio - 2:08.06
- 2016:  marathon van Chicago - 2:11.23
- 2017:  marathon van Chicago - 2:09.48
- 2017: 4e marathon van Londen - 2:07.45
- 2018: 7e marathon van Chicago - 2:07.52
- 2018: 4e marathon van Londen - 2:07.07
- 2020: 7e marathon van Valencia - 2:05.05
- 2022: 8e marathon van Barcelona - 2:07.25
- 2022: 5e marathon van Fukuoka - 2:07.38

### veldlopen
- 2006:  Miedzynarodowy Bieg Po Plazy in Jaroslawiec - 47.00

1983 Robert de Castella ·
1987 Douglas Wakiihuri ·
1991 Hiromi Taniguchi ·
1993 Mark Plaatjes ·
1995 Martín Fiz ·
1997 Abel Anton ·
1999 Abel Anton ·
2001 Gezahegne Abera ·
2003 Jaouad Gharib ·
2005 Jaouad Gharib ·
2007 Luke Kibet ·
2009 Abel Kirui ·
2011 Abel Kirui ·
2013 Stephen Kiprotich ·
2015 Ghirmay Ghebreslassie ·
2017 Geoffrey Kirui ·
2019 Lelisa Desisa ·
2022 Tamirat Tola ·
2023 Victor Kiplangat